# Nacktofsspindel
Nacktofsspindel (Acartauchenius scurrilis) är en spindelart som först beskrevs av O. Pickard-Cambridge 1872.  Nacktofsspindel ingår i släktet Acartauchenius och familjen täckvävarspindlar. Enligt den finländska rödlistan är arten sårbar i Finland. Arten är reproducerande i Sverige. Artens livsmiljö är åsskogar. Inga underarter finns listade i Catalogue of Life.